# حاکمی والا
حاکمی والا (به انگلیسی: Hakmey Wala) یک منطقهٔ مسکونی در پاکستان است که در پنجاب واقع شده‌است.